# Усио Амагацу
Усио Амагацу (яп. 天児牛大 Амагацу Усио) (настоящее имя Масакадзу Уэсима (яп. 上島正和 Уэсима Масакадзу); 31 декабря 1949, Йокосука, Канагава — 25 марта 2024) — основатель и руководитель труппы театра Буто «Санкай Дзюку» (англ. Sankai Juku).

## Биография
Родился в Йокосуке (префектура Канагава) в 1949 году. В 1975 году основал труппу «Санкай Дзюку».
До своего международного признания в 1980, он создал спектакли Amagatsu Sho (1977), Kinkan Shonen (1978), и Sholiba (1979). C 1981 года Франция и Театр де ля Виль в Париже стали новым местом творчества и работы над спектаклями, в этом же году был поставлен Bakki для Авиньонского фестиваля. В Театре де ля Виль, Париж, он создал подряд Jomon Sho (1982), Netsu no Katachi (1984), Unetsu (1986), Shijima (1988), Omote (1991), Yuragi (1993), Hiyomeki (1995), Hibiki (1998), Kagemi (2000), Utsuri (2003), Toki (2005), Тобари (2008) и Kara Mi (2010).
Амагацу также работал независимо от «Санкай Дзюку». В 1988 году он создал спектакль Fushi по приглашению Фонда Джейкоба Пиллоу в США, на музыку Филипа Гласса. В 1989 году он был назначен художественным руководителем Спирального зала в Токио, где он поставил Apocalypse (1989) и Fifth-V (1990). В феврале 1997 года он поставил «Замок герцога Синяя Борода» Белы Бартока под музыкальным руководством Петера Этвёша на Токийском международном форуме. В марте 1998 года в Лионской Национальной Опере, Франция, он поставил оперу «Три сестры» Петера Этвеша (мировая премьера), которая получила Prix du Syndicat National de la Critique, Франция. «Три сестры» можно было увидеть в сезоне 2001—2002 в театре Шатле в Париже, в Королевском театре де Ла Монне в Брюсселе, в Лионской Национальной опере, и на фестивале Winner Festwochen в 2002 году в Австрии. В марте 2008 года Амагацу поставил Lady Sarashina, оперу Петера Этвеша в Лионской Национальной Опере (мировая премьера). Lady Sarashina снова получила Prix du Syndicat National de la Critique, и была также показана в Opera Comique в феврале 2009 года.
Кроме того, Амагацу председательствовал в жюри International Meeting of Dance of Bagnolet в 1992 году и стал в этом году кавалером Ордена Искусств и литературы Министерства культуры Франции.
В феврале 2002 года спектакль Hibiki получил 26-ю премию Лоренса Оливье за лучший современный балет. В 2004 году министром образования культуры, спорта, науки и технологий Амагацу была присуждена Geijyutsu Sensho Prize (премия Поощрения Художеств) за выдающиеся художественные достижения. В 2007 году спектакль Toki выиграл Гран-при 6-й Asahi Performing Arts Awards и труппа «Санкай Дзюку» получила специальный грант KIRIN. В июле 2011 года Усио Амагацу председательствовал в жюри 10-го Международного хореографического конкурса Национальной академии танца Grand Theater в Италии. В ноябре 2011 года он получил Медаль пурпурной ленты правительства Японии.
Усио Амагацу являлся постановщиком, хореографом и сценографом всех спектаклей труппы. Он видит Буто как «диалог с гравитацией». Исходя из этого, он разработал собственный метод исследования явлений внутренней природы, которые являются универсальными для всех человеческих существ, например — рождения и смерти. Работа Амагацу была признана на международном уровне благодаря оригинальному использованию языка тела, универсальному характеру тем спектаклей и силе эстетического выражения.
Умер 25 марта 2024 года от сердечной недостаточности в возрасте 74 лет.